# Pirmasens
Pirmasens er en by i den tyske delstat Rheinland-Pfalz, i det vestlige Tyskland, ikke langt fra grænsen til Frankrig.
| - Pirmasens - Slotspladsen "Altes Rathaus Schlossplatz" - St. Pirminius kirke - Kirkens kor - Paradeplads ved Johanneskirche - Tidligere Rheinberger skofabrik - Den gamle kirkegård - Det gamle posthus "Königlich-bayerisches Postamt" - Lemberger Strasse med Peter Kaiser skofabrik - Ungdomsherberg - Broen 'Streckbruecke |